# Estação Inhoaíba
Inhoaíba é uma estação de trem da Zona Oeste do Rio de Janeiro, pertencente ao ramal ferroviário de Santa Cruz. Foi inaugurada em 1912.

## História

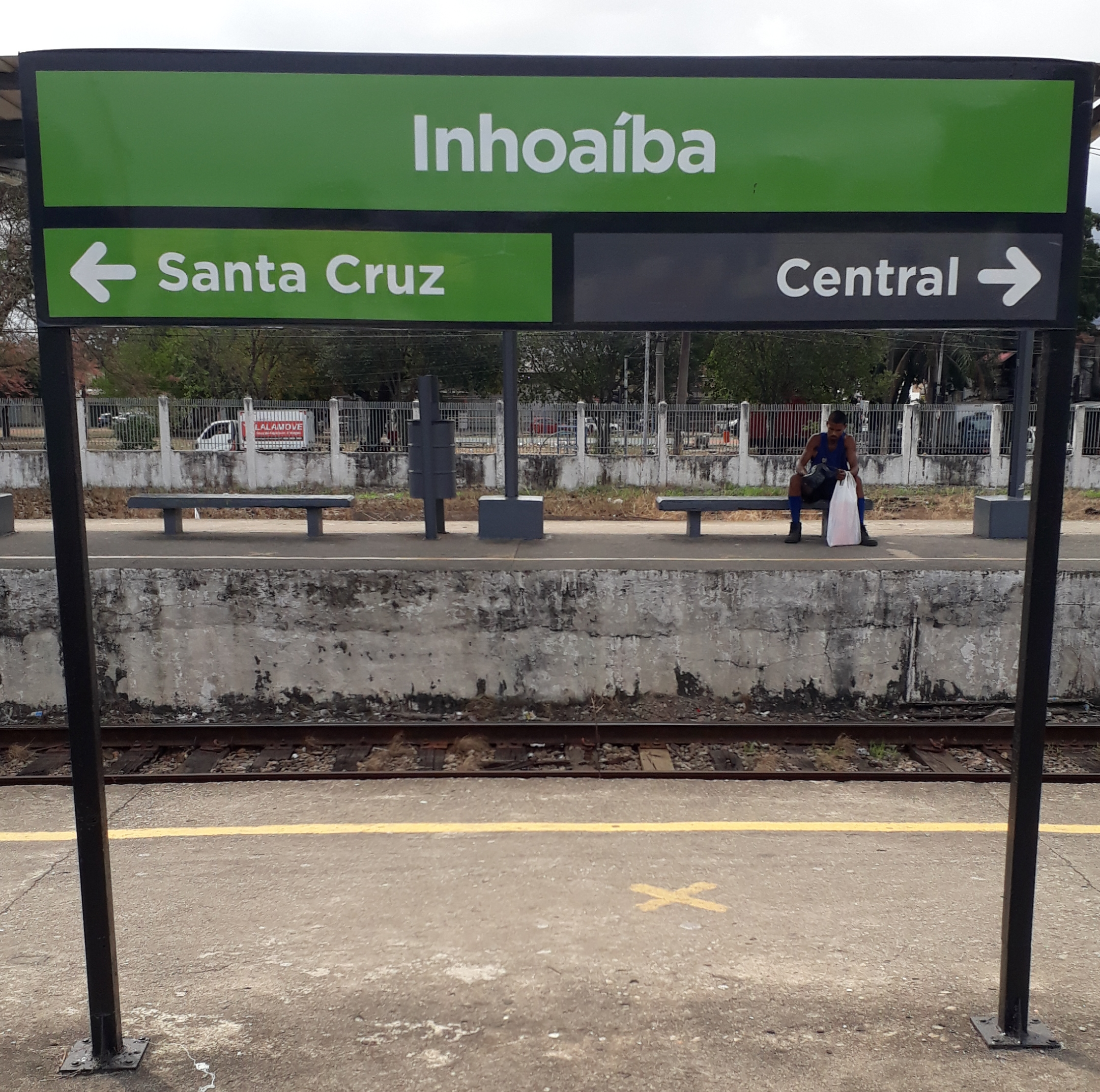
Placa Inhoaíba

Foi aberta em 1912. Atualmente é uma estação dos trens metropolitanos operada pela Supervia.

## Plataformas
Plataforma 1A: Sentido Santa Cruz 

Plataforma 2B: Sentido Central do Brasil

## Fonte
- Max Vasconcellos: Vias Brasileiras de Comunicação, 1928;